# Mopla
Mopla, eller mappila på malayalam, är en etnisk muslimsk grupp i södra Indien, främst i norra delarna av delstaten Kerala, men finns även i de angränsande delstaterna Karnataka och Tamil Nadu. Mappilaerna talar malayalam som är det gemensamma språket i Kerala. De härstammar från de araber från Arabiska halvön som slog sig ner på Malabarkusten. Den islamiska religionen kom till den indiska västkusten med de arabiska handelsmännen tidigt på 600-talet.